# Barbara-Stollen (Ibbenbüren)
Die Pachtgrube Barbara ist ein ehemaliges Kohlebergwerk am Dickenberg in Uffeln, Ibbenbüren. Sie bestand seit den 1920er Jahren. Sie wurde von der Holzschuhfabrik Alfons Meyer betrieben. Sie zählte zum Westfeld des Ibbenbürener Steinkohlenreviers.

## Geschichte
In den Jahren 1921/22 wurde der Barbara-Stollen westlich der Straße Up de Hee, nahe Brüggemeyer, in östlicher Richtung in den Berg getrieben, bis er nach 380 m das Flöz Buchholz aufschloss. Er mündet auf einer Höhe von +58 m NHN. Er diente der Kohleförderung und der Entwässerung der Pachtgrube Barbara. 1925 wurde der Betrieb wegen Unwirtschaftlichkeit eingestellt. Ein Foto aus dem Jahre 1932 zeigt Kessel- und Maschinenhaus, Schmiede, Magazin und Waschkaue der Zeche.
2021 trat ein Tagebruch auf, der mit Beton verfüllt werden musste.